# Либенсон, Герман Абрамович
Ге́рман Абра́мович Либенсо́н (1934) — российский металлург, кандидат технических наук, профессор кафедры редких металлов и порошковой металлургии Московского института стали и сплавов, эксперт в области порошковой металлургии, автор специализированных учебников для техникумов и вузов, член Головного научного совета Минобразования России «Материаловедение и металлургия».

## Биография
Г. А. Либенсон родился в 1934 году.
В 1972 году стал соавтором профессора С. С. Кипарисова в написании учебника «Порошковая металлургия», в 1975 году вышла первая монография Г. А. Либенсона «Основы порошковой металлургии».
В 1976 году появилась книга «Знакомьтесь — порошковая металлургия».
В 1980 году выходит второе издание учебника «Порошковая металлургия».
В 1981 году в издательстве МИСИС выходит книга «Оборудование и проектирование цехов по производству спеченных изделий», выполненная в соавторстве с В. С. Пановым, рекомендованное как учебное пособие для студентов специальности 0405.
В том же году Г. А. Либенсон в составе группы специалистов (Л. А. Сосновский, Г. А. Либенсон, А. В. Касаткин, Л. И. Захарова, Г. М. Анурова, А. Ю. Банов, М. С. Цирлин) получил патент на заявку «Способ получения комплексного покрытия на тугоплавких металлах».
В 1982 году вышло первое издание учебника «Производство спечённых изделий», в 1983 авторы значительно дополняют «Оборудование и проектирование цехов по производству спеченных изделий» и второе издание выходит в издательстве «Металлургия» с рекомендацией «Учебное пособие для машиностроительных техникумов по специальности „Порошковая металлургия и производство твёрдых сплавов“».
Второе издание монографии «Основы порошковой металлургии» вышло в печать в 1987 году, в том же году вышла монография под названием «Специальность: порошковая металлургия».
В 1990 году вышло второе издание учебника «Производство порошковых изделий» (первое называлось «Производство спечённых изделий»)
В 1991 году переработанный учебник С. С. Кипарисова и Г. А. Либенсона «Порошковая металлургия» был переиздан в третий раз.
В 2000 году Г. А. Либенсон получил один из грантов по фундаментальным исследованиям в области технических наук на разработку «Исследование процессов формования и спекания многофазных порошковых пористых материалов с искусственными порообразователями».
В 2001 году в издательстве МИСИС выходит «Производство металлических порошков» — первый том учебника «Процессы порошковой металлургии», написанная в соавторстве с В. Ю. Лопатиным и Г. В. Комарницким.
Он предназначен для студентов высших учебных заведений обучающихся по специальности 110800 — «Порошковая металлургия, композиционные материалы, покрытия».
В 2002 году этот коллектив авторов выпустил второй том под названием «Формирование и спекание», на котором стоял гриф «УМО по образованию в области металлургии», в том же году в Перми вышел учебник Высшей школы И. Г. Севастьяновой, И. В. Анциферовой и Г. А. Либенсона «Теория и технология процессов порошковой металлургии».
В 2004—2010 годах был членом Головного научного совета Минобразования России «Материаловедение и металлургия».
В 2009 году вышла переводная книга «Порошковая металлургия от А до Я», переводить которую его пригласил О. В. Падалко.